# Ocuapan
Ocuapan es una localidad del municipio de Huimanguillo ubicado en la subregión de la Chontalpa del estado mexicano de Tabasco.

## Geografía
La localidad de Ocuapan se sitúa en las coordenadas geográficas 17°51′20″N 93°29′24″O / 17.855556, -93.490000, a una elevación de 26 metros sobre el nivel del mar.

## Demografía
Según el Conteo de Población y Vivienda 2020, efectuado por el Instituto Nacional de Estadística y Geografía, la localidad de Ocuapan tiene 2,796 habitantes, de los cuales 1,424 son del sexo masculino y 1,372 del sexo femenino. Su tasa de fecundidad es de 2.35 hijos por mujer y tiene 778 viviendas particulares habitadas.
| Gráfica de evolución demográfica de Ocuapan entre 1900 y 2020 |
|                                                               |
| INEGI.                                                        |